# Белвју (Охајо)
Белвју (енгл. Bellevue) град је у америчкој савезној држави Охајо.

## Демографија
По попису из 2010. године број становника је 8.202, што је 9 (0,1%) становника више него 2000. године.
| Група             | 2000.         | 2010.         |
| Белци             | 7.878 (96,2%) | 7.737 (94,3%) |
| Афроамериканци    | 22 (0,3%)     | 47 (0,6%)     |
| Азијати           | 22 (0,3%)     | 20 (0,2%)     |
| Хиспаноамериканци | 210 (2,6%)    | 260 (3,2%)    |
| Укупно            | 8.193         | 8.202         |